# Scomb
scomb（スコンブ）は、ロックバンドCHANIWAのATAROと元B-DASHのGONGONとの間に結成された4人組のパンクロックバンドである。

## メンバー
- ギター　ヴォ―カル担当 : ATARO（1970年（昭和45年）7月24日 - ）　担当は主にギターボーカル。独特のメロディラインとシャウトボイスが特徴。ヴォーカルのATAROはscomb以外にCHANIWAとTAAAXIE BOYSなどそれ以外でも多数の音楽プロジェクトで活動を行っている。

- ギター　ヴォ―カル担当 : GONGON（本名：菅原勇太、1977年（昭和52年）8月21日 - ）元B-DASHのギターボーカル。現在は自身が運営するGONGON Recordsにて様々なイベント活動を行ったり数多くのグループの楽曲を配信、プロデュースをしている。

- ベース　コーラス担当: ジュテーム大野（1968年（昭和43年）1月23日 - ）担当楽器は主にベース。それ以外にもギター、ピアノ、ドラム、サックス、トランペット、アコルディオンなど様々な楽器が演奏ができる。SCOMBに加入するきっかけはHoshi☆umeからの誘いである。 ジュテーム大野は青少年の情操教育に熱心で毎年ボランティアで小学生の為にライブ活動を川崎市の小学校などで行っている。

- ドラム　パーカッション　コーラス担当 :Hoshi☆ume（ホシウメ、1983年（昭和58年）3月19日 - ）担当楽器は主にドラム。scombで営業企画や経営コンサルにも携わっている他で他業種の仲間たちとイベントも行っている。

GONGONからはホシウメ鶴太郎と命名されている。
- Hoshi☆umeはscombの他にも俳優の長谷川直輝、BUCKSのMASATO、元JR職員のDAIと共にc.r.e.a.m.BANDで活動をしている。